# Allgemeine Reisebedingungen
Die Allgemeinen Reisebedingungen sind im Reiserecht Allgemeine Geschäftsbedingungen, die Reiseveranstalter beim Reisevertrag mit Reisenden zugrunde legen.

## Allgemeines
Bei Allgemeinen Geschäftsbedingungen (AGB) handelt es sich um Allgemeine Vertragsbedingungen, die Unternehmer ihren Verträgen zugrunde legen. Die Allgemeinen Reisebedingungen werden vom Deutschen Reiseverband als AGB für Reiseverträge von Reiseveranstaltern unverbindlich empfohlen. Ihre Bestimmungen sind Rahmenbestimmungen, die von den einzelnen Veranstaltern spezifisch auf Reisearten und Organisations-Strukturen abgestimmt werden können. Die Allgemeinen Reisebedingungen werden ständig aktualisiert, am 23. Februar 2000 wurden die Allgemeinen Geschäftsbedingungen für Reiseverträge im Deutschland-Tourismus im Bundesanzeiger Nr. 37 veröffentlicht.

## Rechtsfragen
Als AGB unterliegen sie grundsätzlich der ständigen Überprüfung durch die Gerichte (Inhaltskontrolle) aufgrund der §§ 305 ff. BGB. Sie müssen dem Reisenden gemäß § 305 Abs. 2 Nr. 2 BGB vor Abschluss des Reisevertrages vollständig ausgehändigt werden. Das seit dem 1. April 2018 geltende Reiserecht des BGB erkennt in § 651f Abs. 3 BGB und § 651h Abs. 2 BGB die Allgemeinen Reisebedingungen ausdrücklich an. Nach § 651p Abs. 1 BGB kann der Reiseveranstalter bei Pauschalreisen durch Vereinbarung mit dem Reisenden in den Allgemeinen Reisebedingungen seine Haftung für nicht schuldhaft herbeigeführte Sachschäden oder bei Schäden durch Verschulden dritter Leistungsträger auf den dreifachen Reisepreis beschränken. Eine Vorleistungspflicht in AGB kann nach der Rechtsprechung des Bundesgerichtshofs (BGH) wirksam vereinbart werden, wenn sie durch einen sachlichen Grund gerechtfertigt ist, der auch bei Abwägung mit den hierdurch für den Vertragspartner entstehenden Nachteilen Bestand hat. Anzahlungen von 20 % des Reisepreises sind im Reiserecht zulässig.